# 카약 (기업)
카약(KAYAK)은 항공권, 호텔, 렌터카, 휴가 패키지 등 여행 서비스를 위한 메타 검색 엔진이다. 부킹 홀딩스(Booking Holdings)가 소유 및 운영한다.
카약의 웹사이트와 모바일 앱은 현재 미국, 영국, 캐나다, 인도, 중국, 프랑스, 독일, 이탈리아, 스페인, 러시아, 스위스, 노르웨이, 스웨덴, 핀란드, 네덜란드, 호주, 아일랜드, 멕시코, 뉴질랜드, 벨기에, 한국, 일본, 싱가포르 등 30개국에서 약 20개 언어로 제공된다.